# 돈 디릴로

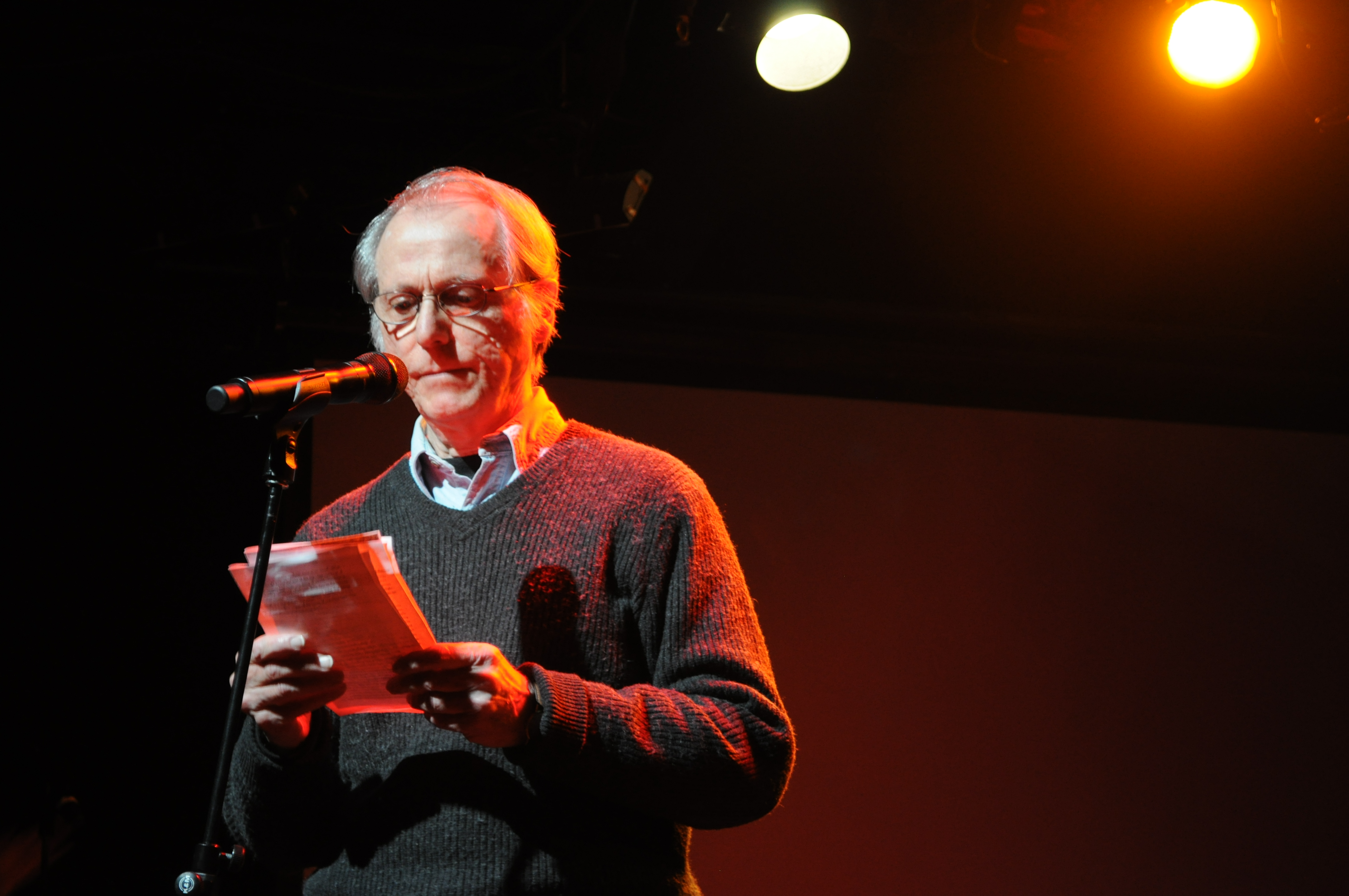
돈 디릴로 (2011)

돈 디릴로(Don DeLillo, Donald Richard DeLillo, 1936년 11월 20일 ~ )는 미국의 소설가이다. 그의 작품들은 텔레비전, 핵전쟁, 스포츠, 언어의 복잡성, 공연예술, 냉전, 수학, 디지털 시대의 도래, 정치, 경제, 글로벌 테러리즘과 같은 다양한 주제를 다루었다.
두 차례 퓰리처상 수상자(1992년 마오 2세, 1998년 언더월드)였으며, 1992년 마오 2로 펜/폴크너상을 수상(2012년 엔젤 에스메랄다로 펜/폴크너상 후보)했다. 그는 2010년 미국 의회 문학상을 수상했다.
2005년 인터뷰에서 자신의 소설이 "위험한 시대에 사는 것"에 관한 것이라고 묘사했다.

## 작품
- 화이트 노이즈 (소설) (1985년)